# Провулок Цегельний (Тернопіль)
Провулок Цегельний — провулок у житловому масиві «Дружба» міста Тернополя.

## Відомості
Розпочинається за мостом через річку Серет на вулиці Митрополита Шептицького. Пролягає спочатку на північ, далі розгалужується — одна гілка закінчується у дворі будинку №7, інша — примикає до вулиці Миколи Карпенка. Донедавна на провулку знаходились приватні будинки, однак зараз він забудований багатоповерхівками.

## Комерція
- Пекарня «Моноліт» (Цегельний, 1)